# Ajania nubigena
Ajania nubigena là một loài thực vật có hoa trong họ Cúc. Loài này được (Wall.) C.Shih mô tả khoa học đầu tiên năm 1979.